# 丽尔·达戈沃

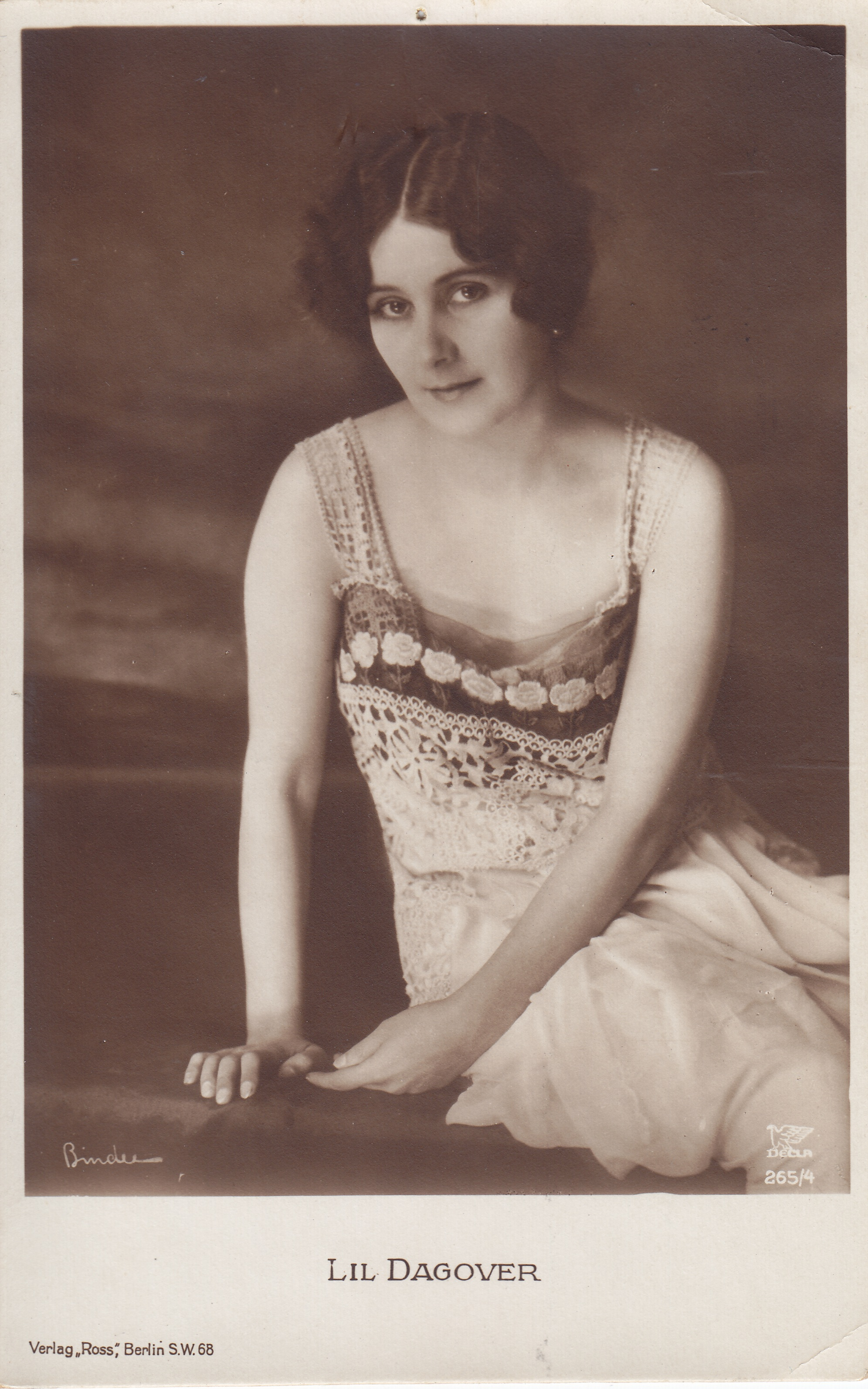
丽尔·达戈沃

丽尔·达戈沃 ( 1887年9月30日 - 1980年1月23日） 是一位德国女演员。她生于荷屬東印度茉莉芬，父母都是德国人。 她的父亲生于德国卡尔斯鲁厄 ，是荷屬東印度当局的一名护林员。 丽尔·达戈沃後來回到德国。
丽尔·达戈沃是阿道夫·希特勒喜欢的电影女演员，丽尔·达戈沃多次出席希特勒的晚宴。 1943年，她前往苏德战争戰場慰問德国国防军士兵。 
1962年，丽尔·达戈沃獲得德國電影獎。1964年，她又獲得斑比奖，1967年獲頒德意志联邦共和国功绩勋章。 
1973年，有部電影獲得金球獎最佳外語片這個榮譽，而她就是這部電影的主演。 